# Reilly Rocks
Reilly Rocks är en kulle i Antarktis. Den ligger i Västantarktis. Inget land gör anspråk på området. Toppen på Reilly Rocks är 1 078 meter över havet.
Terrängen runt Reilly Rocks är kuperad åt nordost, men åt sydväst är den platt. Trakten är obefolkad. Det finns inga samhällen i närheten.